# 丽川站
麗川站（：／ Yeocheon yeok */?）是全羅線沿線的一座鐵路車站，位于韓國全羅南道麗水市麗川洞，有KTX、ITX-新村及無窮花號列車停靠。SBS水木迷你连续剧《大物》便曾在本站取景拍摄。

## 車站結構
站體為2面4線的雙島式月台。

### 月台配置
| ↑ 順天          |
| １２ \| ３４ \| |
| 麗水世博會 ↓    |

| 月台 | 路線   | 車種 | 目的地                                            |
| ---- | ------ | ---- | ------------------------------------------------- |
| 1    | 全羅線 | KTX  | 未使用                                            |
| 2    | 全羅線 | KTX  | 往 龍山、五松、西大田、益山、順天、全州、南原方向 |
| 3    | 全羅線 | KTX  | 往 麗水世博會方向                                 |
| 4    | 全羅線 | KTX  | 未使用                                            |

## 历史
- 1930年12月25日：以双凤站的名称落成使用[1]。
- 1944年4月1日：车站废止[2]。
- 1947年2月1日：车站重新使用[3]。
- 1985年12月26日：改为现在名称[4]。
- 2011年4月5日：车站迁移到现在位置[5]。

## 车站周边
- 丽水市厅

## 相鄰車站
韓國鐵道公社
全羅線
德陽－麗川－麗水世博